# Barbara Jo Allen
Barbara Jo Allen (New York, 2 settembre 1906 – Santa Barbara, 14 settembre 1974) è stata un'attrice statunitense.

## Filmografia parziale

### Cinema
- La principessa dei Moak (Mohawk), regia di Kurt Neumann (1956)
- Sesso debole? (The Opposite Sex), regia di David Miller (1956)

### Televisione
- Maverick – serie TV, episodi 2x18-3x06 (1959)
- Surfside 6 – serie TV, episodio 2x17 (1962)

### Doppiatrice
- La bella addormentata nel bosco (Sleeping Beauty), regia di Clyde Geronimi (1959)
- Golia, piccolo elefante (Goliath II), regia di Wolfgang Reitherman (1960)
- La spada nella roccia (The Sword in the Stone), regia di Wolfgang Reitherman (1963)

## Doppiatrici italiane
- Franca Dominici in Sesso debole?

Da doppiatrice è sostituita da:
- Rina Morelli in La bella addormentata nel bosco
- Lydia Simoneschi in Golia, piccola elefante
- Maria Saccenti in La spada nella roccia